# Peter W. Kahl
Peter Werner Kahl (* 29. Juni 1929 in Hamburg) ist ein deutscher Anglist, Fachdidaktiker, Erziehungswissenschaftler und Hochschullehrer.

## Leben und Wirken
Peter W. Kahl studierte Anglistik und Erziehungswissenschaft an der Universität Hamburg und legte dort das erste Staatsexamen für den höheren Schuldienst 1952 ab. Zunächst war er im Schuldienst tätig. 1958 wurde er wissenschaftlicher Assistent am Pädagogischen Institut der Universität Hamburg, wo er 1961 promovierte und dann als Dozent bzw. Studienleiter tätig war. Von 1969 bis 1994 hatte er eine Professor für die Didaktik der englischen Sprache und Literatur inne. Von 1984 bis 1989 war er Direktor des Instituts für Didaktik der sprachlichen Fächer.

## Veröffentlichungen (Auswahl)
- Muttersprache und Fremdsprache im Englischunterricht der Volks- und Mittelschulen (= Pädagogische Studien. Bd. 6). Beltz, Weinheim 1962 (= Dissertation Universität Hamburg).
- (Übers. u. Hrsg.): Paul E. King u. a.: Technik und Arbeitsformen des Sprachlabors. Cornelsen, Berlin 1965 (3. Aufl. 1971, ISBN 3-464-00611-5).
- (Übers. u. Hrsg.): Rebecca M. Valette / Tests im Fremdsprachenunterricht. Cornelsen, Berlin 1971, ISBN 3-464-00623-9 (2. Aufl. 1972).
- (Mitautor): Harald Gutschow (Hrsg.): Englisch. Didaktik, Methodik, Sprache, Landeskunde. Cornelsen, Berlin 1974, ISBN 3-464-00635-2 (darin: Die phonologische Seite des Unterrichts, S. 211–230; Die Stufen des Lehrgangs, S. 282–308).
- Innovation durch Curriculumentwicklung. Ein praxisbezogener Ansatz zur Entwicklung von Lerneinheiten für den differenzierten Englischunterricht an Gesamtschulen. Hamburg 1977.
- mit Ulrike Knebler: Englisch in der Grundschule – und dann? Evaluation des Hamburger Schulversuchs Englisch ab Klasse 3. Cornelsen, Berlin 1996, ISBN 3-464-00267-5.
- Entwicklungen in der Didaktik im Spiegel der Zeitschrift "ENGLISCH". In: Joachim Appel (Hrsg.): Aufschwung im Rückblick. Fremdsprachendidaktik der sechziger Jahre (= Münchener Arbeiten zur Fremdsprachen-Forschung. Bd. 9). Langenscheidt, Berlin 2004, ISBN 3-526-50841-0, S. 65–75.

Außerdem zahlreiche Beiträge in Fachzeitschriften.
Festschrift
- Wilfried Brusch (Hrsg.): Englischdidaktik. Rückblicke – Einblicke – Ausblicke. Festschrift für Peter W. Kahl. Cornelsen, Berlin 1989, ISBN 3-464-00600-X (Schriftenverzeichnis Peter W. Kahl S. 181ff.).